# Gabriel Marc
Pour les articles homonymes, voir Marc.
Gabriel Marc, né à Lezoux (Puy-de-Dôme) le 1er avril 1840 et mort le 17 juillet 1901 à Vichy (Allier), est un poète, nouvelliste et critique d’art français.

## Biographie
Issu d’une famille de juristes (son père, juge de paix et son grand-père paternel, notaire) de la région de Thiers, Gabriel Marc s’installe définitivement à Paris en 1864 après y avoir terminé ses études de droit. Il y sera, jusqu'en 1897, fonctionnaire à la Caisse des dépôts et consignations.
Parent de Théodore de Banville, il est introduit par ce dernier dans le milieu littéraire parisien. Il fait alors la connaissance de Catulle Mendès, Albert Glatigny, François Coppée, Paul Verlaine et Leconte de Lisle. Poète d’esthétique parnassienne, mais dans la veine fantaisiste, il collabore aux principaux ouvrages collectifs du mouvement parnassien : Sonnets et eaux-fortes (1869), second et troisième recueil du Parnasse contemporain, Le Tombeau de Théophile Gautier (1872). Certains de ses poèmes sont mis en musique par Henri Duparc, Louis Diémer et Octave Fouque. Ses principales sources d’inspiration sont Paris et sa région natale, l’Auvergne, qui prendra au fur et à mesure la première place dans sa production.
Fervent régionaliste, il prononce à la Sorbonne en 1876 un discours sur la poésie provinciale, où il appelle les poètes contemporains à puiser dans la province et son histoire, comme source d'inspiration. Souhaitant un meilleur rayonnement des artistes issus de sa région natale, il est cofondateur en 1880 de l’association culturelle « La Soupe aux choux » pour la promotion des artistes auvergnats à Paris. Membre actif de cette association, il rédige également tous les ans de 1869 à 1896, pour le quotidien le Moniteur du Puy-de-Dôme et pour la Revue d'Auvergne, une critique d’art à propos des œuvres d'art exposées par les artistes auvergnats au Salon.
Engagé dans la promotion et la défense des écrivains, membre de la Société des gens de lettres dès 1868, et de son comité de direction entre 1881 à 1884, il participe également au Congrès international littéraire de Paris de 1878, sous la présidence de Victor Hugo. Il est un temps secrétaire de l’association "L'Homme qui bêche", qui regroupe les écrivains édités par Lemerre.
Retiré à Thiers à partir de 1897, il est inhumé au cimetière Saint-Jean dans le caveau de ses cousins, l’historien Gustave Saint-Joanny et sa sœur Émilie Antoinette Saint-Joanny, veuve Merle, son seul amour connu.

## Œuvres
Poèmes
- Soleils d'octobre, préface de Charles Asselineau, Lemerre (1868)
- La Gloire de Lamartine, Lemerre (1869)
- Sonnets parisiens, Caprices et fantaisies, Lemerre (1875)
- Le Puy-de-Dôme (ode), Lemerre (1876)
- Poèmes d’Auvergne, Charpentier (1882)

Théâtre
- Quand on attend..., comédie en un acte, Lemerre (1877)
- L'Éducation de Pierrot, comédie en vers (inédit[9])
- Dans la clairière, fantaisie lyrique (inédit[10])

Nouvelles

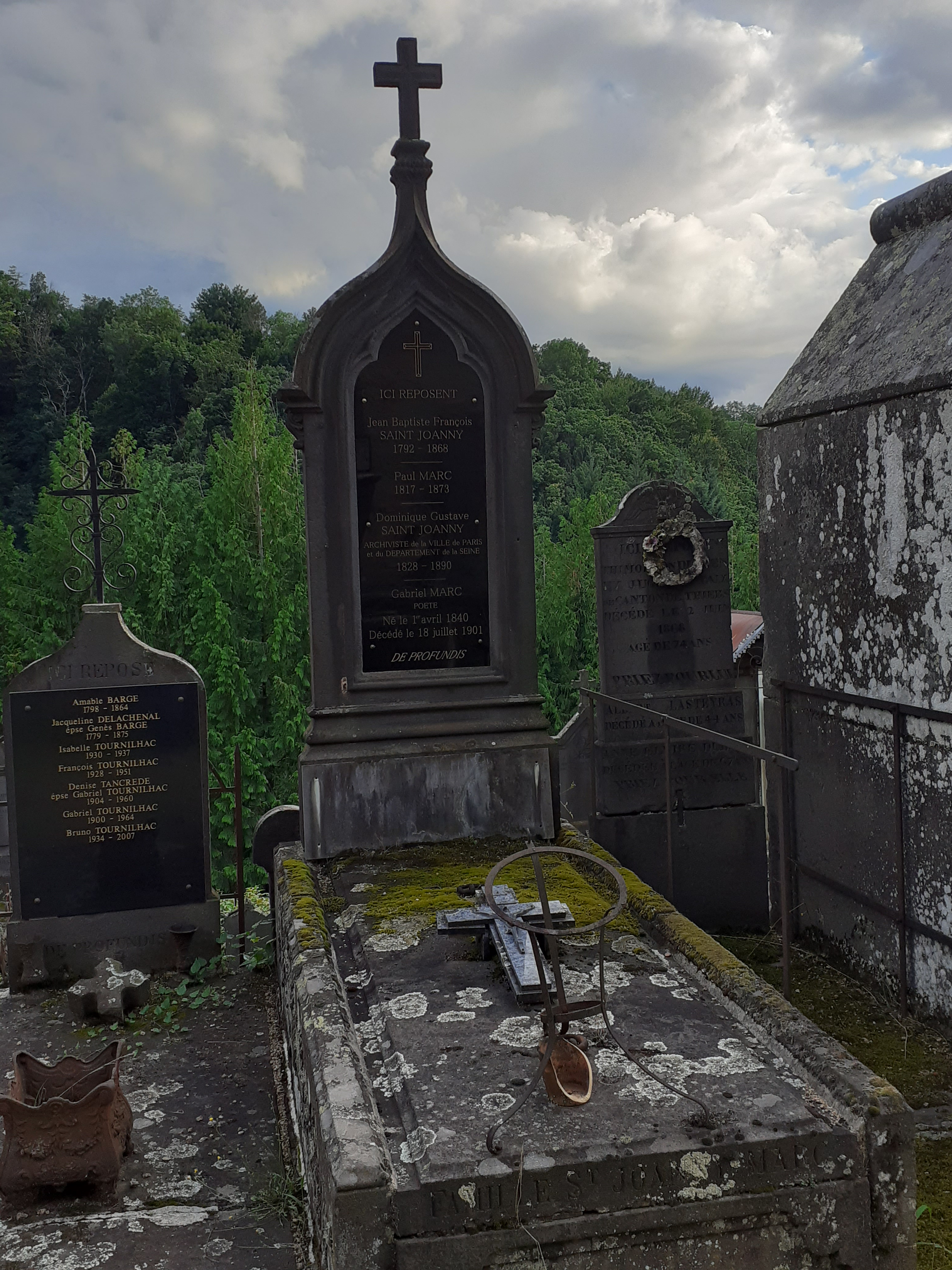
Tombe de Gabriel Marc et ses cousins Gustave et Emilie Saint-Joanny

- Tombe de Gabriel Marc et ses cousins Gustave et Emilie Saint-JoannyContes du pays natal. Liaudette, Charpentier (1887) récompensé par le prix Montyon de l'Académie Française en 1888[11].

Critique d’art
- Les Beaux-Arts en Auvergne et à Paris. 1868-1889, Lemerre (1889)

## Jugements
Gabriel Marc figure dans la liste des poètes nommés dans la lettre d’Arthur Rimbaud à Paul Demeny, dite Lettre du voyant. Il est qualifié par ce dernier d’« écolier ».
Critique de Théodore de Banville dans Le National du 29 novembre 1875 sur les Sonnets parisiens : « M. Gabriel Marc a trouvé une note inconnue et fait résonner une corde nouvelle. »
En 1908, Louis Farges, membre de la commission de "La Soupe aux Choux d'Auvergne", rappelle ainsi sa mémoire : "Gabriel Marc, discret et fin, de cœur délicat, de manières et de voix douces, un chanoine ami des Muses".